# Roger Ducos
Pierre Roger Ducos, född 24 juli 1747 i Dax, död 16 mars 1816 i Ulm, var en fransk politiker. Han var äldre bror till Nicolas Ducos.
Ducos var ursprungligen advokat i Dax, senare domare där. År 1792 valdes han som representant för departementet Landes in i konventet, där han intog en odeciderad mellanställning. Först under direktoriet blev han en förgrundsfigur. Redan 1795 blev Ducos medlem i de gamles råd och efter tribunatets statskupp 1799 blev han medlem av direktoriet. Han slöt här troget upp vid sin ämbetsbroder Emmanuel Joseph Sieyès sida och deltog tillsammans med honom i Napoleon Bonapartes kupp samma år. Efter densamma utnämndes han till provisorisk konsul och följde nu Bonaparte. Vid ikraftträdandet av konstitutionen av år VIII blev Ducos omedelbart medlem av senaten och dess vicepresident. År 1808 blev han greve och 1815 under de hundra dagarna pär. Han landsförvisades 1816, då han i konventet röstat för Ludvig XVI:s avrättning. Roger Ducos avled i Ulm.